# Prothema coomani
Prothema coomani är en skalbaggsart som beskrevs av Maurice Pic 1934. Prothema coomani ingår i släktet Prothema och familjen långhorningar. Inga underarter finns listade i Catalogue of Life.